# Pon farr
Pon farr is de naam die Vulcans in de televisieserie Star Trek geven aan hun paringscyclus.
Deze vindt normaal gesproken eens in de zeven jaar plaats. Omdat Vulcans hier zo min mogelijk over praten, is het verschijnsel vrijwel geheel onbekend bij niet-Vulcans. Wat wel bekend is, is dat als een Vulcan de pon farr ondergaat, deze moet leiden tot seksuele gemeenschap, omdat de cyclus anders onherroepelijk tot de dood leidt. Het enige dat men kan doen om dit te voorkomen is een gevecht met een concurrent. Als een Vulcan dit gevecht verliest, dan betekent dit niet de dood. In ieder ander geval wel. 
De eerste pon farr kwam bij sub-commander T'pol op de NX-01 Enterprise. De dokter van de Enterprise, Phlox, die samen met T'pol van een bepaalde planeet afkwam, had ook een ziekte. Deze was zeer besmettelijk maar ongevaarlijk. In de ontsmettingsruimte begon T'pol emoties te vertonen, hetgeen ongewoon is voor een Vulcan. Terwijl dokter Phlox probeerde een tegengif te vinden, probeerde T'pol hem te verleiden. Ze kon alleen worden genezen door te paren of door het tegengif te nemen. Phlox ontwikkelde zijn tegengif en genas T'pol van haar pon farr. 
Spock kreeg een pon farr op de NCC-1701 Enterprise tijdens de aflevering Amok Time. Hij reisde naar zijn thuisplaneet Vulcan om een gevecht met Captain Kirk te voeren, waarbij hij Kirk bijna doodde.